# Programa de les Nacions Unides per al Medi Ambient
El Programa de les Nacions Unides per al Medi Ambient (PNUMA), (conegut com a UNEP segons l'acrònim en anglès) és un programa de l'Organització de les Nacions Unides que coordina les activitats relacionades amb el medi ambient, oferint ajuda a països per implementar polítiques mediambientals adequades així com fomentar la sostenibilitat. La seva seu se situa a Nairobi, Kenya. Fou creat per recomanació de la Conferència de l'ONU sobre el Desenvolupament Humà (Estocolm - 1972).
L'objectiu és proporcionar lideratge i promoure els esforços conjunts per cuidar el medi ambient, informant i capacitant als països perquè millorin la seva qualitat de vida sense comprometre la de les futures generacions.
Les activitats del programa cobreixen un ampli ventall de temes, des de la protecció de l'atmosfera i els ecosistemes, la promoció de les ciències mediambientals i la difusió d'informació relacionada fins a l'emissió d'advertències i la capacitat de respondre a emergències relacionades amb desastres mediambientals. Ha desenvolupat guies i tractats sobre temes com el transport internacional de productes químics potencialment perillosos, la contaminació de l'aire transfronterera i la contaminació d'aqüífers internacionals. És la principal autoritat mundial en l'àrea ambiental que té com a missió:
- Avalua l'estat del medi ambient mundial i identifica les qüestions que necessiten ser objecte de cooperació internacional.
- Ajuda a formular la legislació sobre el medi ambient i a incorporar les consideracions ambientals a les polítiques i els programes socials i econòmics del sistema de l'ONU.
- Dirigeix i anima associacions per protegir el medi ambient.
- Promou coneixements científics i informació sobre el tema ambiental.
- Desenvolupa informes regionals i nacionals sobre l'estat del medi ambient i les perspectives futures.
- Promou el desenvolupament de tractats ambientals internacionals i contribueix a l'increment de les capacitats nacionals per enfrontar aquests problemes.

L'Organització Meteorològica Mundial i el PNUMA establiren el Grup Intergovernamental sobre el Canvi Climàtic el 1988.